# Jocul cuvintelor
Jocul cuvintelor este o emisiune de televiziune din România prezentată de Dan Negru, formatul find deținut de Bavaria Entertainment. Încă de la debut, audiența programului TV a fost mare, datorită interesului stârnit de transferul lui Dan Negru la Kanal D cu acest format. Se difuzează de luni până vineri, de la ora 15:00. În zilele de luni și marți se difuzează și de la ora 21:30. În fiecare ediție concurează câte 5 concurenți care trebuie să răspundă în decursul a 4 minute la definiția unui cuvânt. Dan Negru ajută prin indicii la descoperirea cuvântului. Fiecare literă din cuvânt valorează o sută de lei. La sfârșitul fiecărei ediții, există câte un câștigător. 
Jocul cuvintelor a fost de mai multe ori lider de audiență, plasându-se încă de la debut în topul audiențelor programelor TV din România. Programul a generat dezbateri în societatea românească despre necesitatea unor formate TV „culte” care să genereze și audiență comercială, Jocul cuvintelor demonstrând acest fapt.

## Format[6]
În fiecare episod al emisiunii participă, pe rând, cinci concurenți, fiecare având scopul de a strânge o sumă cât mai mare de bani.
Odată ce un concurent ajunge la masa de joc, el are la dispoziție 4 minute (timpul de joc) să ghicească 14 cuvinte din limba română, de lungimi crescătoare: două cuvinte din 4 litere, apoi două din 5 litere și tot așa, până la 10 litere. Lista cuvintelor alocate concurentului este parcursă secvențial; concurentul nu poate sări cuvinte și nu poate reveni mai târziu asupra unui cuvânt anterior. Fiecare literă valorează 100 de lei. Premiul maxim este de 9.800 de lei.
Procesul de ghicire a unui cuvânt este următorul:
- Prima etapă constă în ajustarea dificultății cuvântului și negocierea mizei asociate acestuia:

- Cronometrul pornește, iar concurentului i se prezintă lungimea cuvântului și o definiție a sa.
- Concurentul are dreptul să ceară să i se dezvăluie, pe rând, câte o literă aleatorie din cuvânt, valoarea acesteia fiind scăzută din miza totală a cuvântului. Concurentul poate cere câte litere crede de cuviință – de la zero până la completarea cuvântului.
- La discreția sa, prezentatorul îi poate oferi concurentului indicii, precum: sugestii nonverbale; sinonime; reformulări ale definiției; alte contexte în care se folosește termenul; dacă este sau nu cuvânt compus; originea, vechimea, registrul, partea de vorbire, modul verbal, numărul sau genul cuvântului căutat.
- Când concurentul consideră că poate ghici cuvântul sau că s-a scurs suficient timp, acesta apasă butonul roșu, oprind cronometrul și stabilind, astfel, miza finală a cuvântului, adică suma aferentă literelor nedezvăluite.

- A doua etapă constă în acordarea răspunsului:

- Din momentul apăsării butonului roșu, concurentul are 30 de secunde să rostească soluția corect, în forma cerută, și are dreptul de a încerca mai multe variante de răspuns în acest timp. Rostirea soluției înainte de a apăsa butonul nu duce la acceptarea automată a acesteia.
- În această etapă, concurentul nu mai poate cere litere, însă prezentatorul îi poate da indicii suplimentare.
- Dacă jucătorul găsește cu succes cuvântul, el obține miza finală a acestuia, adică suma aferentă literelor pe care a reușit să le ghicească singur.
- Dacă timpul expiră, soluția este afișată automat, iar miza finală a cuvântului este scăzută din totalul acumulat de concurent până în acel moment. Jocul continuă și în cazul în care cuvântul nu a fost ghicit.
- Când timpul de joc ajunge la zero, cea de-a doua etapă începe automat pentru acel cuvânt, iar jocul se termină după finalizarea acesteia.

Este în interesul fiecărui concurent să își folosească judicios timpul de joc, pentru a avea ocazia să joace cât mai multe cuvinte și să își depășească adversarii. La finalul episodului, este premiat doar concurentul care a strâns suma cea mai mare.
În caz de egalitate pentru primul loc, este favorizat concurentul care și-a acumulat suma într-un timp mai scurt. Dacă egalitatea se menține, concurenții implicați participă la o probă de departajare.